# Cueva de los Verdes
Cueva de los Verdes (špansko za »Jama Zelenih«, poimenovana po družini Verdes, v lasti katerih je bila v preteklosti) je lavina cev in turistična znamenitost na otoku Lanzarote na Kanarskih otokih (Španija). Leži v zavarovanem območju Monumento Natural del Malpaís de La Corona.
Jamo so pred okoli 3.000 leti ustvarili tokovi lave iz bližnjega ognjenika Monte Corona, ki so tekli čez Malpaís de la Corona proti morju. Ob ohlajanju, preden je lava odtekla, je na tokovih nastala trdna skorja, ki je ostala kot vršni del strehe jame. Na okoli 20 mestih se je streha jame podrla in oblikovala votlino, krajevno imenovano jameo. Jame se raztezajo okrog 6 kilometrov nad ravnino morja in še 1,5 kilometra pod morje (Tunnel de la Atlantida).
Ena od votlin (jameo) oblikuje vhod v jamo Cueva de los Verdes. Dva kilometra jamskega sistema, ki sta bila v 1960. letih urejena za turiste, osvetljujejo barvne luči.
Jama je znana tudi po koncertni dvorani, ki leži blizu vhoda in izhoda iz jame. Koncertna dvorana ima 15 do 20 vrst s 26 sedeži v vsaki vrsti in lahko sprejme do 500 ljudi.
V preteklih stoletjih so se prebivalci otoka Lanzarote v jami skrivali pred pirati in lovci na sužnje.